# نيكولاو سيفسينكو
نيكولاو سيفسينكو (ساو فيسنتي، 1952 - ساو باولو، 13 أغسطس 2014) هو مؤرخ برازيلي وأستاذ جامعي وكاتب عمود وكاتب ومترجم.
تخصص سيفسينكو في تاريخ الثقافة البرازيلية والتنمية الاجتماعية لمدينتي ساو باولو وريو دي جانيرو، تخرج من جامعة ساو باولو (USP)، وقد مل أيضًا أستاذًا للتاريخ الثقافي. وكان أيضًا عضوًا في مركز الدراسات الثقافية لأمريكا اللاتينية في كلية كينجز بجامعة لندن. كما عمل كأستاذ زائر في جامعة جورجتاون، وجامعة إلينوي أوربانا شامبين، وجامعة هارفارد.

## سيرة شخصية
ولد عام 1952 في ساو فيسنتي لعائلة أوكرانية فرت من الحرب الأهلية الروسية. نشأ وترعرع في مدينة ساو باولو، في حي فيلا برودينتي للطبقة العاملة، والذي كان يضم عددًا كبيرًا من السلافيين. تخرج من برنامج التاريخ في جامعة ساو باولو (USP) عام 1975، حصل على الدكتوراه في التاريخ الاجتماعي عام 1981، أيضًا من جامعة جنوب المحيط الهادئ، بأطروحته بعنوان: (بالبرتغالية: Literatura como Missão: tensões sociais e criação cultural na Primeira República‏)(الأدب كرسالة: التوترات الاجتماعية والإبداع الثقافي في الجمهورية الأولى). وفي عام 1990، قام بعمل ما بعد الدكتوراه في جامعة لندن. حاضر في الجامعة البابوية الكاثوليكية في ساو باولو (PUC-SP) وجامعة ولاية كامبيناس (Unicamp). أصبح أستاذا في جامعة جنوب المحيط الهادئ في عام 1985، حيث عمل حتى تقاعده في عام 2012، وكان أستاذًا للغات الرومانسية وآدابها في جامعة هارفارد من عام 2010 حتى وفاته.

## موت
توفي إثر نوبة قلبية في منزله في 13 أغسطس 2014.